# Ad-Dawr
Ad-Dawr oder al-Dour ist ein Ort auf dem östlichen Ufer des Tigris im Gouvernement Salah ad-Din im Irak.
Der Ort befindet sich rund 15 km südlich von Tikrit. Während der US-amerikanischen Militäroperation Operation Red Dawn wurde am 13. Dezember 2003 der irakische ehemalige Staatspräsident Saddam Hussein in einem Versteck in ad-Dawr aufgespürt und verhaftet.

## Söhne und Töchter (Auswahl)
- Abdul Aziz Al-Douri (1918–2010), Hochschullehrer und ehemaliger Kanzler der Universität Bagdad
- Izzat Ibrahim ad-Duri (1942–2020), General und Politiker